# Divisiones Regionales de la Región de Murcia 1989-90
Las divisiones regionales de fútbol son las categorías de competición futbolística de más bajo nivel en España, en las que participan deportistas aficionados, no profesionales. En la Región de Murcia su administración corre a cargo de las Real Federación de Fútbol de la Región de Murcia. Inmediatamente por encima de estas categorías estaba la Tercera División española.
En la temporada 1989-1990 las divisiones regionales se dividen en Regional Preferente, Primera Regional y Segunda Regional. Los tres primeros clasificados de Regional Preferente ascendieron directamente al grupo XIII de Tercera División.

## Regional Preferente

### Clasificación
|  |     | Equipos de fútbol   | PJ | G  | E  | P  | GF | GC | Dif | Pts |
|  | --- | ------------------- | -- | -- | -- | -- | -- | -- | --- | --- |
|  | 1.  | Fuente Álamo CF     | 38 | 27 | 8  | 3  | 72 | 20 | +52 | 62  |
|  | 2.  | Jumilla CF          | 38 | 22 | 10 | 4  | 55 | 21 | +34 | 54  |
|  | 3.  | AD San Miguel       | 38 | 21 | 11 | 6  | 67 | 22 | +45 | 53  |
|  | 4.  | CD Cieza Promesas   | 38 | 19 | 14 | 5  | 67 | 27 | +40 | 52  |
|  | 5.  | Muleño CF           | 38 | 20 | 11 | 7  | 73 | 35 | +38 | 51  |
|  | 6.  | Lorca Promesas CF   | 38 | 20 | 10 | 8  | 52 | 30 | +22 | 50  |
|  | 7.  | Caravaca CF         | 38 | 18 | 11 | 9  | 62 | 31 | +31 | 47  |
|  | 8.  | Archena CF          | 38 | 15 | 9  | 13 | 42 | 34 | +8  | 39  |
|  | 9.  | Mazarrón CF         | 38 | 13 | 12 | 13 | 46 | 51 | -5  | 38  |
|  | 10. | AD Fortuna          | 38 | 13 | 10 | 15 | 38 | 41 | -3  | 36  |
|  | 11. | Torreagüera CF      | 38 | 13 | 10 | 15 | 54 | 58 | -4  | 36  |
|  | 12. | CD Los Garres       | 38 | 13 | 9  | 16 | 45 | 63 | -18 | 35  |
|  | 13. | AD Las Palas        | 38 | 11 | 11 | 16 | 37 | 54 | -17 | 33  |
|  | 14. | Calasparra CF       | 38 | 11 | 8  | 18 | 33 | 66 | -33 | 30  |
|  | 15. | Deportiva Minera    | 38 | 10 | 7  | 21 | 36 | 77 | -41 | 27  |
|  | 16. | Alcantarilla CF     | 38 | 7  | 11 | 20 | 36 | 61 | -25 | 25  |
|  | 17. | CD Cuevas de Reyllo | 38 | 7  | 11 | 20 | 37 | 76 | -39 | 25  |
|  | 18. | Recreativo Patiño   | 38 | 6  | 11 | 21 | 36 | 61 | -25 | 23  |
|  | 19. | CD Plus Ultra       | 38 | 8  | 7  | 23 | 36 | 63 | -27 | 23  |
|  | 20. | Alguazas CF         | 38 | 4  | 9  | 25 | 22 | 53 | -31 | 17  |

Pts = Puntos; PJ = Partidos Jugados; G = Partidos Ganados; E = Partidos Empatados; P = Partidos Perdidos; GF = Goles Anotados; GC = Goles Recibidos
|  | Asciende a Tercera División  |
|  | Desciende a Primera Regional |

## Primera Regional

### Clasificación
|  |     | Equipos de fútbol         | PJ | G  | E | P  | GF | GC  | Dif | Pts |
|  | --- | ------------------------- | -- | -- | - | -- | -- | --- | --- | --- |
|  | 1.  | Sangonera Atlético        | 30 | 21 | 5 | 4  | 79 | 29  | +50 | 47  |
|  | 2.  | Pinatar CF                | 30 | 18 | 8 | 4  | 78 | 30  | +48 | 44  |
|  | 3.  | CD Balsicas               | 30 | 16 | 7 | 7  | 67 | 37  | +30 | 39  |
|  | 4.  | CD Bala Azul              | 30 | 15 | 9 | 6  | 46 | 26  | +20 | 39  |
|  | 5.  | Algezares CF              | 30 | 17 | 5 | 8  | 66 | 49  | +17 | 39  |
|  | 6.  | CD El Esparragal          | 30 | 13 | 9 | 8  | 55 | 38  | +17 | 35  |
|  | 7.  | CF Javalí Nuevo           | 30 | 13 | 7 | 10 | 60 | 53  | +7  | 33  |
|  | 8.  | CD Dolores de Pacheco     | 30 | 12 | 9 | 9  | 57 | 41  | +16 | 33  |
|  | 9.  | Blanca CF                 | 30 | 13 | 6 | 11 | 40 | 35  | +5  | 32  |
|  | 10. | CD Puebla de Soto         | 30 | 14 | 3 | 13 | 62 | 53  | +9  | 31  |
|  | 11. | El Mirador CF             | 30 | 13 | 5 | 12 | 66 | 53  | +13 | 31  |
|  | 12. | AD Los Alcázares          | 30 | 8  | 4 | 18 | 43 | 67  | -23 | 20  |
|  | 13. | Huracán CF                | 30 | 6  | 7 | 17 | 43 | 84  | -41 | 19  |
|  | 14. | CN Teleser                | 30 | 7  | 3 | 20 | 31 | 82  | -51 | 17  |
|  | 15. | Cobatillas CF             | 30 | 4  | 3 | 23 | 27 | 104 | -77 | 9   |
|  | 16. | Atlético Cabezo de Torres | 30 | 3  | 4 | 23 | 24 | 62  | -38 | 0   |

Pts = Puntos; PJ = Partidos Jugados; G = Partidos Ganados; E = Partidos Empatados; P = Partidos Perdidos; GF = Goles Anotados; GC = Goles Recibidos
|  | Asciende a Regional Preferente |

## Segunda Regional

### Clasificación
|  |     | Equipos de fútbol       | PJ | G  | E | P  | GF | GC | Dif | Pts |
|  | --- | ----------------------- | -- | -- | - | -- | -- | -- | --- | --- |
|  | 1.  | CF Avileses             | 22 | 15 | 3 | 4  | 57 | 23 | +34 | 33  |
|  | 2.  | CD Lumbreras            | 22 | 15 | 2 | 5  | 57 | 18 | +39 | 32  |
|  | 3.  | CF Albudeite            | 22 | 13 | 3 | 6  | 44 | 34 | +10 | 29  |
|  | 4.  | AD Pliego               | 22 | 11 | 6 | 5  | 48 | 16 | +32 | 28  |
|  | 5.  | CD Zeneta               | 22 | 12 | 2 | 8  | 48 | 32 | +16 | 26  |
|  | 6.  | Matanzas                | 22 | 8  | 8 | 6  | 40 | 42 | -2  | 24  |
|  | 7.  | Archena "B"             | 22 | 8  | 5 | 9  | 44 | 49 | -5  | 21  |
|  | 8.  | Campos del Río CD       | 22 | 7  | 6 | 10 | 35 | 49 | -14 | 20  |
|  | 9.  | Algaida                 | 22 | 7  | 4 | 11 | 32 | 28 | +4  | 18  |
|  | 10. | Veteranos Fuente Álamo  | 22 | 7  | 5 | 10 | 40 | 44 | -4  | 18  |
|  | 11. | CD Cuevas de Reyllo "B" | 22 | 2  | 7 | 13 | 12 | 56 | -44 | 9   |
|  | 12. | CD Corvera              | 22 | 1  | 3 | 18 | 11 | 77 | -66 | 5   |
|  | 13. | Sucina CF               | 0  | 0  | 0 | 0  | 0  | 0  | 0   | 0   |

Pts = Puntos; PJ = Partidos Jugados; G = Partidos Ganados; E = Partidos Empatados; P = Partidos Perdidos; GF = Goles Anotados; GC = Goles Recibidos
|  | Asciende a Primera Regional |